# Mike McGlone
Michael McGlone, detto Mike (White Plains, 10 agosto 1972), è un attore, cantautore e scrittore statunitense.

## Biografia
Nato nello stato di New York, debutta nel 1995 nel film di Edward Burns I fratelli McMullen, vincitore del premio come miglior film al Sundance Film Festival, in seguito lavora nuovamente con Burns nel film Il senso dell'amore. Nel 1997 lavora al fianco di Rosie Perez nel film ad episodi Subway Stories - Cronache metropolitane, successivamente recita nei film Un poliziotto speciale con Stephen Baldwin, Il collezionista di ossa con Denzel Washington e Hardball con Keanu Reeves.
Negli anni seguenti ha partecipato ad alcuni episodi delle serie televisive Così è la vita e The Kill Point, inoltre ha prestato la sua voce per alcuni programmi televisivi e per la realizzazione di diversi documentari per History Channel, Discovery Channel e National Geographic.
Nel 1999 pubblica il suo primo album intitolato Hero, proponendo brani country scritti da lui. Il suo secondo album si intitola To Be Down. Oltre alla musica e alla recitazione, McGlone, ha all'attivo tre romanzi And All the Roses Dying, Dice, Hourigan's Song e diverse raccolte di poesie.

## Filmografia

### Cinema
- I fratelli McMullen (The Brothers McMullen), regia di Edward Burns (1995)
- Il senso dell'amore (She's the One), regia di Edward Burns (1996)
- Poliziotto speciale (One Tough Cop), regia di Bruno Barreto (1998)
- Il collezionista di ossa (The Bone Collector), regia di Phillip Noyce (1999)
- Jump, regia di Justin McCarthy (1999)
- Dinner Rush, regia di Bob Giraldi (2000)
- Hardball, regia di Brian Robbins (2001)
- The Fitzgerald Family Christmas, regia di Edward Burns (2012)
- Lost Cat Corona, regia di Anthony Tarsitano (2017)
- The Bachelors - Un nuovo inizio  (The Bachelors), regia di Kurt Voelker (2017)

### Televisione
- Love on the Train, episodio di Subway Stories - Cronache metropolitane (SUBWAYStories: Tales from the Underground), regia di Abel Ferrara – film TV (1997)
- Così è la vita (That's Life) – serie TV, 5 episodi (2001-2002)
- The Kill Point – serie TV, 7 episodi (2007)
- Law & Order - Unità vittime speciali (Law & Order: Special Victims Unit) – serie TV, episodio 9x13 (2008)
- Crash – serie TV, 4 episodi (2009)
- Person of Interest – serie TV, 5 episodi (2011-2013; 2016)
- Psych – serie TV, episodio 7x11 (2013)
- Elementary – serie TV, episodio 3x21 (2015)
- NCIS: Hawai'i – serie TV, episodio 2x20 (2023)

## Doppiatori italiani
Nelle versioni in italiano delle opere in cui ha recitato, Mike McGlone è stato doppiato da:
- Massimo Lodolo in Poliziotto speciale, Hardball
- Riccardo Rossi in I fratelli McMullen
- Stefano Benassi in Il senso dell'amore
- Vittorio De Angelis in Il collezionista di ossa
- Antonio Sanna in Person of Interest
- Pasquale Anselmo in Psych
- Valerio Sacco in Elementary
- Luca Graziani in S.W.A.T.
- Antonio Palumbo in NCIS: Hawai'i